# Schwende-Rüte
Schwende-Rüte je obec (okres) ve švýcarském kantonu Appenzell Innerrhoden. Nachází se asi 5 kilometrů jihovýchodně od hlavního města kantonu, Appenzellu, v nadmořské výšce 799 metrů. Žije zde okolo 6000 obyvatel a Schwende-Rüte je tak podle počtu obyvatel největším okresem kantonu.
Okres vznikl k 1. květnu 2022 sloučením dříve samostatných okresů (obcí) Schwende a Rüte.